# Ceroplastes personatus
Ceroplastes personatus är en insektsart som beskrevs av Robert Newstead 1898. Ceroplastes personatus ingår i släktet Ceroplastes och familjen skålsköldlöss. Inga underarter finns listade i Catalogue of Life.